# Capela de Santa Tecla
A Capela de Santa Tecla, situada em Antas (Esposende), no lugar de Guilheta, é a mais antiga da freguesia. Não se sabe a data da sua formação, mas há provas de que, em 1220, já havia sido mencionada nas Inquirições de D. Afonso II e D. Afonso III.

## Lenda
A santa que dá nome à capela, nomeadamente a Sta. Tecla, está ligada à lenda do seixo ou penedo situado na margem do rio Neiva.
Segundo a lenda, a santa veio do mar e entrou pelo rio Neiva a dentro, vindo a aparecer em cima dum penedo. Lá deixou a marca na pedra do seu pé. A imagem foi levada para a igreja paroquial mas, sem ninguém adivinhar apareceu novamente a imagem junto ao rio em cima do penedo. Então o seu povo levantou-lhe uma capela e meteu lá dentro a imagem. Mas, a capela tinha a sua porta virada para sul, não virada para o penedo e por “magia” a santa apareceu, outra vez , em cima do penedo. Então o povo, sabendo do agrado da santa, virou-lhe a porta para o mar, para o penedo, onde se situa atualmente, e a santa não mais saiu do seu lugar. A santa, segundo o povo, zela pelos devotos de Guilheta, e está virada para o mar, para conseguir ver o seu povo.